# Dotnuvos-Josvainių miškai
Dotnuvos-Josvainių miškai este o arie protejată (sit de importanță comunitară — SCI) din Lituania întinsă pe o suprafață de 556,96 ha, integral pe uscat.

## Localizare
Centrul sitului Dotnuvos-Josvainių miškai este situat la coordonatele 55°18′03″N 23°53′38″E / 55.3007°N 23.8939°E.

## Înființare
Situl Dotnuvos-Josvainių miškai a fost declarat sit de importanță comunitară în martie 2009 pentru a proteja un număr necunoscut de specii din flora spontană și fauna sălbatică aflate în arealul zonei.

## Biodiversitate
Situată în ecoregiunea boreală, aria protejată conține 5 habitate naturale: Pajiști fino-scandinave uscate până la mezice, bogate în specii de altitudine mică, Liziere de ierburi înalte hidrofile de câmpie și de nivel montan până la alpin, Pajiști aluvionare boreale nordice, Fânețe de joasă altitudine (Alopecurus pratensis, Sanguisorba officinalis), Păduri caducifoliate bătrâne naturale hemiboreale fino-scandinave (Quercus, Tilia, Acer, Fraxinus sau Ulmus) bogate în specii epifite.
La baza desemnării sitului se află un număr nedeclarat de specii protejate.
Pe lângă speciile protejate, pe teritoriul sitului au mai fost identificate 1 specie de plante.